# Vladimir Vexler
Vladimir Iossifovitch Vexler (en russe : Владимир Иосифович Векслер), né le 3 mars 1907 à Jytomyr et mort le 22 septembre 1966 à Moscou, est un physicien soviétique, co-inventeur du synchrotron.

## Biographie
Vexler étudie à l’Université Lomonossov, où il obtient en 1931 son diplôme d’ingénieur en Électrotechnique, soutient sa thèse de doctorat (qui, en URSS, comportait deux parties : le titre de « candidat », puis celui de « docteur »). De 1930 à 1936 il est affecté à l’institut Pan-russe d'électrification, puis de 1937 à 1956 à l’Institut de physique Lebedev . Là, il effectue des recherches sur les rayons cosmiques et pour cela mène plusieurs expéditions sur les plateaux d'Asie centrale. Son invention du microtron, en 1944, est universellement saluée,,. Indépendamment d’Edwin Mattison McMillan, il formule en 1945 les principes de construction des synchrotrons, qui reposent sur la technique de concentration de phase, application de l’équivalence masse-énergie des particules accélérées.
Cette réalisation lui vaut d'être nommé directeur de l’Institut unifié de recherches nucléaires de Doubna, où il termine sa carrière. Vexler y est chargé de la construction d’un « synchrophasotron », accélérateur à protons d’une puissance de 10-GeV : les travaux s'étalent de 1953 à 1957. Simultanément, il maintient sa correspondance avec ses anciens collègues de l’Institut Lebedev et enseigne à l’Université Lomonossov.
Vexler était membre de l’Académie des Sciences de l'URSS, dont il a fondé la Revue de l’Énergie nucléaire (Yadernaya Fizika).
Vexler a milité pour la collaboration internationale des chercheurs. Il a dirigé pendant quelques années la Commission de physique des hautes énergies de l’Union internationale de physique pure et appliquée. Conjointement avec McMillan, il est récompensé le 24 octobre 1963 de l’Atoms for Peace Award.

## Voir également
- Photo de Vladimir Vexler lors d'une exposition au Laboratoire national de Lawrence Livermore (1959 ; au centre du premier rang)